# Mozartiana (Holan)
Mozartiana – dwuczęściowy cykl wierszy czeskiego poety Vladimíra Holana, opublikowany w całości w 1963. Poświęcony został kompozytorowi Wolfgangowi Amadeuszowi Mozartowi. Stanowi hołd poety dla artysty, którego Holan uważał za największego twórcę w dziejach muzyki. Pierwsza seria wierszy o Mozarcie powstała w 1937, z okazji 150. rocznicy praskiej premiery opery Don Giovanni. Została ona wydrukowana w tomiku Záhřmotí w 1940. Publikując całość cyklu Holan wrócił na rynek wydawniczy po dłuższej przerwie, spowodowanej sytuacją polityczną w latach stalinizmu.

## Przekład
Fragmenty cyklu o Mozarcie przełożył na język polski Marian Grześczak. Przekład został opublikowany w wyborze liryki Holana Płacz symbolów, wydanym w 1978. Z pierwszej części cyklu Grześczak wybrał wiersze III (Cień pisany na sopran) i VII (czarny posłaniec), z części drugiej zaprezentował utwory I, VII, IX(Don Juan), XI, XII, XIII, XIV, XIX, XXVII (La belle dame sans merci), XXIX (oznaczony †) i XXX (Bertramka). Fragmenty drugiej serii Mozartian w wersji Grześczaka znalazły się również w tomiku Poezje wybrane Holana z tego samego roku.